# Rio Sana
Rio Sana é um afluente esquerdo do rio Macaé. Nasce próximo à divisa de Macaé com o Municópio de Trajano de Moraes, formando belas cachoeiras e corredeiras. Banha a vila de Arraial do Sana, sede de um dos distritos macaenses, encontrando o rio Macaé na localidade de Barra do Sana, próximo da rodovia RJ-142.